# Giancarlo Cella
Giancarlo Cella (Bobbio, 5 settembre 1940) è un allenatore di calcio ed ex calciatore italiano, di ruolo difensore.
È fratello di Albino Cella e figlio di Uberto detto Tio, attaccante del Piacenza negli anni Trenta.

## Caratteristiche tecniche
In origine ala sinistra, poi mezzala, mediano e infine utilizzato nel ruolo di libero, ha ricoperto tutti i ruoli ad eccezione di quello terzino sinistro

## Carriera

### Calciatore

#### Club
Cresciuto nella Bobbiese e quindi nel Piacenza, esordisce in prima squadra nel campionato di Campionato Interregionale 1957-1958: a causa di un'epidemia di influenza asiatica molti giocatori sono indisponibili, e Giancarlo viene schierato dall'allenatore Oreste Barale come ala sinistra, nella sconfitta sul campo della Lucchese del 13 ottobre 1957. Nel 1958 passa all'allora Talmone Torino, con cui debutta in Serie A nella stagione 1958-1959, poco più che diciottenne, il 19 ottobre 1958 contro la Triestina. Milita tra i granata per sei stagioni, intervallate da una stagione in prestito in Serie B al Novara, risultando una delle bandiere dei piemontesi nei primi anni sessanta. Nel 1962 è nel novero dei giocatori visionati dalla Commissione tecnica per gli imminenti Mondiali in Cile, ma un infortunio nel finale di campionato gli preclude la convocazione e l'esordio in Nazionale.
Nel 1965 viene ceduto al Catania, dove milita una sola stagione chiusa con la retrocessione degli etnei in Serie B, quindi si trasferisce all'Atalanta, con cui disputa altri due campionati in massima serie, contendendo il ruolo di libero titolare a Piero Gardoni. Nel 1968 viene acquistato dall'Inter, dove è chiamato a sostituire Piero Dotti successore di Armando Picchi: vi resta tre stagioni, le prime due scendendo in campo con una certa continuità (18 presenze in campionato in entrambe le stagioni), la terza da rincalzo (6 presenze nella stagione 1970-1971, nella quale i nerazzurri si aggiudicano il loro undicesimo scudetto).
Dopo 12 stagioni nel massimo campionato conclude la carriera nel Piacenza, con cui conquista la salvezza nel campionato di Serie C 1971-1972.
In carriera ha totalizzato complessivamente 235 presenze e 7 reti in Serie A e 32 presenze e 7 reti in Serie B. È uno dei tre giocatori di movimento (con Giovanni Barberis e Fábio Bilica) ad aver parato un calcio di rigore in Serie A: il 5 marzo 1961 nel corso di Bari-Torino della 22ª giornata ha sostituito al 53' fra i pali l'espulso Lido Vieri, neutralizzando subito dopo un tiro calciato da Paolo Erba.

#### Nazionale
Ha disputato, con la Nazionale Olimpica, le Olimpiadi di Roma 1960, chiuse dagli azzurri al quarto posto. In precedenza aveva disputato con la maglia azzurra gli Europei Juniores e i Giochi del Mediterraneo di Beirut, entrambi nel 1959. In totale con la maglia degli azzurrini ha collezionato 8 presenze con 2 reti.

### Allenatore
Esordisce come allenatore sulla panchina del Piacenza, ricoprendo il ruolo di allenatore-giocatore nella seconda parte del campionato di Serie C 1971-1972. Rimane sulla panchina piacentina fino al 1974, ottenendo come miglior risultato il quarto posto nel campionato 1973-1974. Nelle stagioni successive ha proseguito la carriera di allenatore guidando il Suzzara, prima di ritornare all'Inter occupandosi delle giovanili e ricoprendo il ruolo di vice di Ilario Castagner nella stagione 1984-1985. Nel maggio-giugno 1982 ha guidato la prima squadra dell’Inter nella tourneeé in Sudamerica.  Allena quindi Carpi (Interregionale), SPAL (Serie C1, sostituito a campionato in corso da Giovan Battista Fabbri) e ancora Suzzara, di nuovo in quinta serie. Dopo queste esperienze fa ritorno al Piacenza, dapprima come responsabile della scuola calcio e poi allenandone la Primavera fino al 1993, e infine guida la Bobbiese, tra i dilettanti.

## Palmarès

### Club

#### Competizioni nazionali
- Campionato italiano: 1

Inter: 1970-1971

### Nazionale
- Giochi del Mediterraneo: 1

Libano 1959